# レディース・オブ・ザ・ロード
『レディース・オブ・ザ・ロード』（Ladies Of The Road）は、2002年に発表されたキング・クリムゾンの2枚組CDのライブ・アルバム。『キング・クリムゾン・コレクターズ・クラブ』が所有する1971年と1972年の録音から編集された。

## 解説

### 背景
キング・クリムゾンは、デビュー・アルバム『クリムゾン・キングの宮殿』（1969年）発表後のアメリカ・ツアー中に脱退を決意するオリジナル・メンバーが続出。ツアー終了後にはロバート・フリップ（ギター）とピート・シンフィールド（作詞、コンセプト作り）だけになった。両名は既に脱退を表明したメンバーやゲストの助けを借りてセカンド・アルバム『ポセイドンのめざめ』を1970年5月に発表した後、メル・コリンズ（サクソフォーン、フルート）ら3名の新メンバーに迎えて、同年12月にサード・アルバム『リザード』を発表した。しかしライブ活動を再開しようとした矢先に、コリンズ以外の新メンバーが脱退。そこでドラマーのイアン・ウォーレスとシンガーのボズ・バレルを迎え、ギターが弾けるバレルにフリップとウォーレスが協力してベース・ギターを教えてベーシスト兼任にした。
1971年4月、フリップ（ギター、メロトロン）、コリンズ（サクソフォーン、フルート、メロトロン）、バレル（リード・ボーカル、ベース・ギター）、ウォーレス（ドラムス、バック・ボーカル）、シンフィールド（FOH・サウンド・エンジニアリング、VCS3・シンセサイザー、照明）は、フランクフルトのズーム・クラブで4回のコンサートを行ない、1969年のアメリカ・ツアー以来となるライブ活動を開始した。彼等は5月から6月までと8月から10月末までの2度のイギリス・ツアー、11月から約1か月間のアメリカ・カナダ・ツアーを行ない、7月からは並行して新作『アイランズ』を制作した。しかし『アイランズ』の発表から間もない12月、シンフィールドがフリップと対立して解雇され、さらに年明けのリハーサルでフリップとコリンズら３人との間に対立が起こって解散することになった。そして契約履行の為のアメリカ・ツアーを2月に開始し、それが終了した4月に解散した。

### 内容
1971年5月から10月末までのイギリス・ツアー、11月から約1か月間のアメリカ・カナダ・ツアー、シンフィールドが去った後の4人編成による1972年2月から4月までのアメリカ・ツアーからの演奏が収録されている。
アルバム・タイトルの『レディース・オブ・ザ・ロード』は、イギリス・ツアーと並行して制作された『アイランズ』に収録された同名曲に由来すると考えられる。同曲はこれらのツアーで頻繁に演奏されたが、本作には収録されていない。
ジャケットはP.J.クルックの作品である。

#### Volume One: LADIES OF THE ROAD
録音年月日と場所および『キング・クリムゾン・コレクターズ・クラブ』から発表されたCD名は以下のとおり。
- 1971年5月11日　プリマス　プリマス・ギルドホール[8] – 『ライヴ・アット・プリマス・ギルドホール 1971』（2000年）
- 1971年11月13日　デトロイト　イースタウン・シアター[9] – 『ライヴ・イン・デトロイト、MI 1971』（2001年）
- 1972年3月12日　デンバー　サミット・スタジオ[10] – 『ライヴ・アット・サミット・スタジオ 1972』（2000年）

全9曲の内訳は以下のとおり。
- 『クリムゾン・キングの宮殿』（1969年）から2曲
- 『ポセイドンのめざめ』（1970年）から1曲
- 『リザード』（1970年）から1曲
- 『アイランズ』（1971年）から3曲
- シングルB面収録曲が1曲
- カヴァー1曲

ドノヴァン作の「ゲット・ザイ・ベアリングス」は1969年にもオリジナル・メンバーにより取り上げられたが、本作ではシンフィールドを除く1971年のメンバーによる編曲となっている。

#### Volume Two: SCHIZOID MEN
4人編成による1972年のアメリカ・ツアーから、「21世紀のスキッツォイド・マン」の11の演奏のギターとサックスのソロ部分を繋ぎ合わせた"Schizoid Men 1-11"が収録された。これらの演奏はカセット・レコーダーで録音されたものである。

## 収録曲

### Volume One: LADIES OF THE ROAD
1. 冷たい街の情景 - Pictures of a City
2. レターズ - The Letters
3. フォーメンテラ・レディ - Formentera Lady (abridged)
4. 船乗りの話 - The Sailor's Tale
5. サーカス - Cirkus
6. グルーン - Groon
7. ゲット・ザイ・ベアリングス - Get Thy Bearings
8. 21世紀のスキッツォイド・マン - 21st Century Schizoid Man
9. クリムゾン・キングの宮殿 - The Court of the Crimson King

| #         | タイトル                                                      | 作詞・作曲                                      | オリジナル・録音年月日・場所・KCCC | 時間  |
| --------- | ------------------------------------------------------------- | ----------------------------------------------- | --- | ----- |
| 1.        | 「冷たい街の情景 Pictures of a City」                         | Fripp, Sinfield                                 | - 『ポセイドンのめざめ』（1970年） - 1972年3月12日 - コロラド州 デンバー サミット・スタジオ - 『ライヴ・アット・サミット・スタジオ 1972』                            | 8:47  |
| 2.        | 「レターズ The Letters」                                      | Fripp, Sinfield                                 | - 『アイランズ』（1971年） - 1971年5月11日 - プリマス プリマス・ギルドホール - 『ライヴ・アット・プリマス・ギルドホール 1971』                                       | 4:42  |
| 3.        | 「フォーメンテラ・レディ Formentera Lady」                    | Fripp, Sinfield                                 | - 『アイランズ』 - 1971年11月13日 - ミシガン州 デトロイト Eastown Theatre - 『ライヴ・イン・デトロイト、MI 1971』                                                    | 6:41  |
| 4.        | 「船乗りの話 The Sailors Tale」                               | Fripp (instrumental)                            | - 『アイランズ』 - 1971年11月13日 - ミシガン州 デトロイト Eastown Theatre - 『ライヴ・イン・デトロイト、MI 1971』                                                    | 5:43  |
| 5.        | 「サーカス Cirkus」                                           | Fripp, Sinfield                                 | - 『リザード』（1970年） - 1971年11月13日 - ミシガン州 デトロイト Eastown Theatre - 『ライヴ・イン・デトロイト、MI 1971』                                            | 7:58  |
| 6.        | 「グルーン Groon」                                            | Fripp (instrumental)                            | - シングル『キャット・フード』B面（1970年） - 1972年3月12日 - コロラド州 デンバー サミット・スタジオ - 『ライヴ・アット・サミット・スタジオ 1972』                   | 6:52  |
| 7.        | 「ゲット・ザイ・ベアリングス Get Thy Bearings」               | Donovan (arr: Fripp, Collins, Burrell, Wallace) | - ドノヴァン、アルバム『ハーディー・ガーディー・マン』（1968年） - 1971年5月11日 - プリマス プリマス・ギルドホール - 『ライヴ・アット・プリマス・ギルドホール 1971』 | 8:33  |
| 8.        | 「21世紀のスキッツォイド・マン 21st Century Schizoid Man」    | Fripp, McDonald, Lake, Giles, Sinfield          | - 『クリムゾン・キングの宮殿』（1969年） - 1972年3月12日 - コロラド州 デンバー サミット・スタジオ - 『ライヴ・アット・サミット・スタジオ 1972』                      | 8:57  |
| 9.        | 「クリムゾン・キングの宮殿 In the Court of the Crimson King」 | McDonald, Sinfield                              | - 『クリムゾン・キングの宮殿』 - 1971年11月13日 - ミシガン州 デトロイト Eastown Theatre - 『ライヴ・イン・デトロイト、MI 1971』                                      | 0:48  |
| 合計時間: | 合計時間:                                                     | 合計時間:                                       | 合計時間: | 59:01 |

### Volume Two: SCHIZOID MEN
1 - 11 スキッツォイド・メンPT.1 - PT.11 - Schizoid Men 1 - 11
| #         | タイトル                                                                          | 作詞・作曲                                                                               | KCCC                                      | 時間  |
| --------- | --------------------------------------------------------------------------------- | ---------------------------------------------------------------------------------------- | ----------------------------------------- | ----- |
| 1.        | 「スキッツォイド・メンPT.1 Schizoid Men 1 - including 21st Century Schizoid Man」 | Fripp, Collins, Burrell, Wallace (instrumental) - Fripp, McDonald, Lake, Giles, Sinfield | 『ライヴ・アット・ジャクソンヴィル 1972』 | 1:44  |
| 2.        | 「スキッツォイド・メンPT.2 Schizoid Men 2」                                       | Fripp, Collins, Burrell, Wallace (instrumental)                                          | 『ライヴ・アット・ジャクソンヴィル 1972』 | 4:46  |
| 3.        | 「スキッツォイド・メンPT.3 Schizoid Men 3」                                       | Fripp, Collins, Burrell, Wallace (instrumental)                                          | 『ライヴ・イン・デンバー、CO 1972』       | 3:12  |
| 4.        | 「スキッツォイド・メンPT.4 Schizoid Men 4」                                       | Fripp, Collins, Burrell, Wallace (instrumental)                                          | 『ライヴ・イン・オーランド、FL 1972』     | 5:15  |
| 5.        | 「スキッツォイド・メンPT.5 Schizoid Men 5」                                       | Fripp, Collins, Burrell, Wallace (instrumental)                                          |                                           | 6:23  |
| 6.        | 「スキッツォイド・メンPT.6 Schizoid Men 6」                                       | Fripp, Collins, Burrell, Wallace (instrumental)                                          |                                           | 3:56  |
| 7.        | 「スキッツォイド・メンPT.7 Schizoid Men 7」                                       | Fripp, Collins, Burrell, Wallace (instrumental)                                          |                                           | 5:13  |
| 8.        | 「スキッツォイド・メンPT.8 Schizoid Men 8」                                       | Fripp, Collins, Burrell, Wallace (instrumental)                                          |                                           | 3:18  |
| 9.        | 「スキッツォイド・メンPT.9 Schizoid Men 9」                                       | Fripp, Collins, Burrell, Wallace (instrumental)                                          |                                           | 5:01  |
| 10.       | 「スキッツォイド・メンPT.10 Schizoid Men 10」                                     | Fripp, Collins, Burrell, Wallace (instrumental)                                          |                                           | 3:23  |
| 11.       | 「スキッツォイド・メンPT.11 Schizoid Men 11」                                     | Fripp, Collins, Burrell, Wallace (instrumental)                                          |                                           | 11:42 |
| 合計時間: | 合計時間:                                                                         | 合計時間:                                                                                | 合計時間:                                 | 53:53 |

## 参加ミュージシャン
- ロバート・フリップ – ギター、メロトロン
- メル・コリンズ – サクソフォーン、フルート、メロトロン
- ボズ・バレル – ベース、ヴォーカル
- イアン・ウォーレス – ドラムスVCS3
- ピート・シンフィールド – FDH サウンド、VCS3（Volume One）